# Липовка (Сеченовский район)
Ли́повка — село в Сеченовском районе Нижегородской области, входит в состав Верхнеталызинского сельсовета.

## История
Ранее село было центром Липовского сельсовета, состоявшего из 4 населённых пунктов. Входящие в состав сельсовета деревни Екатериновка и Калифорния и посёлок Киша были упразднены, а Липовка присоединена к Верхнеталызинскому сельсовету.

## Население
| 2002 | 2010 |
| ---- | ---- |
| 344  | ↘288 |